# メンバーズ・エクスチェンジ
メンバーズ・エクスチェンジ（英語: Members Exchange、MEMX）は、アメリカ合衆国の証券取引所。ニュージャージー州ジャージーシティに所在する。

## 概要
取引の一部取引所による寡占化に歯止めをかけることを目的としている。MEMX設立前の時点において、アメリカ合衆国には23もの取引所が存在するが、インターコンチネンタル取引所とNASDAQ、シカゴ・オプション取引所の3グループに、1日あたりの株式売買高の約6割が集約が集中している。この結果、取引コストが高止まりしており、取引情報などのマーケットデータに支払う利用料金が増加していることが指摘されている。MEMXは、注文形式の簡略化、最新のテクノロジ導入などにより、市場参加者が支払う売買手数料や接続料、情報提供料などのコストの引き下げを図っている。
2019年1月7日にモルガン・スタンレー、チャールズ・シュワブ、Eトレード、シタデル、フィデリティ・インベストメンツ、UBS、バーチュ・ファイナンシャル、バンク・オブ・アメリカ、TDアメリトレードの9社によって設立が発表された。設立の声明文において、「競争を高め、運営の透明性を向上させるほか、固定費を一段と引き下げ、米国内の株式トレーディング執行を簡素化させる」ことを目指すと述べられ、他の投資家からの出資も受け入れるとされた。
その後2020年2月に、JPモルガン・チェース、ゴールドマン・サックス、ジェーン・ストリート・キャピタルが経営に参画することを発表し、注目を集めた。
2020年9月4日に取引を開始した。
MEMXは、会員制組織の取引所を標榜し、そうした組織形態が取引所と取引参加者の利害を一致させ、取引参加者のニーズに応える取引所の実現を可能にするとしている。